# Этимологический словарь русского языка Московского университета
Этимологи́ческий слова́рь ру́сского языка́ Московского университета — в перспективе самый полный этимологический словарь русского языка. Издаётся с 1963 года Филологическим факультетом Московского государственного университета имени М. В. Ломоносова.

## Публикация
В 1963 году планировалось, что словарь будет состоять из 8 томов (разделённых на выпуски) и двух дополнительных томов, в которых должна была быть дана этимология диалектизмов и устаревших слов. Словарь должен был стать самым объёмным этимологическим словарём русского языка. Так, в выпуске на букву А толкуется 718 слов, в то время как в самом полном на сегодняшний день словаре Фасмера — только 452 слова.
До 1982 года выпуски словаря выходили с периодичностью в 2—3 года, затем был многолетний перерыв. Издание было приостановлено из-за резкой критики в печати (в вышедших в свет выпусках обнаружилось огромное количество ошибок, демонстрирующих низкую профессиональную квалификацию некоторых представителей авторского коллектива). Министерство высшего и среднего специального образования СССР предложило ректорату МГУ «приостановить подготовку и выпуск новых изданий Этимологического словаря русского языка и организовать работу авторского коллектива по подготовке корректирующих дополнений по каждой из изданных книг».
Выпуски возобновились только в 1999 году. По состоянию на 2022 год составление и выпуск словаря продолжается, последний из напечатанных выпусков — на букву Н.

## Авторы
Идейным вдохновителем, редактором, составителем и автором многих статей словаря был академик Николай Максимович Шанский. Под его непосредственным руководством вышли 1–8 выпуски.
С 1993 года подготовку к 9 выпуску возглавил доктор филологических наук Анатолий Фёдорович Журавлёв, взяв за основу и переработав материал, подготовленный Н. М. Шанским в 1982 году.
Последний на сегодняшний день, одиннадцатый выпуск увидел свет уже после смерти Н. М. Шанского в 2014 году.
Помимо Н. М. Шанского и А. Ф. Журавлёва, в написании словарных статей принимали участие сотрудники Лаборатории этимологических исследований (Кабинета этимологического словаря) Филологического факультета МГУ:
- Н. Н. Андреева (выпуск 10)
- Н. С. Арапова (выпуски 2–10)
- Г. В. Артемьева (выпуск 2)
- Л. М. Баш (выпуски 7–10)
- А. В. Боброва (выпуски 1—10)
- В. Н. Вавер (выпуски 6–9)
- Г. Л. Вечеслова (выпуски 2–10)
- Г. Л. Зубкова (выпуск 1)
- Р. С. Кимягарова (выпуски 1–10)
- Т. И. Кондакова (выпуски 3–8)
- М. В. Меркулова (выпуск 1)
- И. П. Петлева (выпуски 1–2)
- Е. М. Сендровиц (выпуски 3–10)
- Л. Г. Силуянова (выпуски 2–3)
- Н. С. Шапошникова (выпуск 1)
- А. С. Ястребова (выпуски 1–10)

## Выпуски
- Том I. Выпуск 1: А. Автор-составитель Н. М. Шанский. М.: Издательство Московского университета, 1963.
- Том I. Выпуск 2: Б. Автор-составитель Н. М. Шанский. М.:  Издательство Московского университета, 1965.
- Том I. Выпуск 3: В. Под руководством и редакцией Н. М. Шанского. М.: Издательство Московского университета, 1968.
- Том I. Выпуск 4: Г. Под редакцией Н. М. Шанского. М.: Издательство Московского университета, 1972.
- Том I. Выпуск 5: Д, Е, Ж. Под редакцией Н. М. Шанского. М.: Издательство Московского университета, 1973.
- Том II. Выпуск 6: З. Под редакцией Н. М. Шанского. М.: Издательство Московского университета, 1975.
- Том II. Выпуск 7: И. Под редакцией Н. М. Шанского. М.: Издательство Московского университета, 1980.
- Том II. Выпуск 8: К. Под руководством и редакцией Н. М. Шанского. М.: Издательство Московского университета, 1982.
- Выпуск 9: Л. Под общей редакцией А. Ф. Журавлёва и Н. М. Шанского. М.: Издательство Московского университета, 1999. ISBN 5-211-02245-7
- Выпуск 10: М. Под общей редакцией А. Ф. Журавлёва и Н. М. Шанского. М.: Издательство Московского университета, 2007. ISBN 978-5-211-05375-5
- Выпуск 11: Н. Под общей редакцией А. Ф. Журавлёва. М.: Издательство Московского университета, 2014. ISBN 978-5-19-010887-3